# Saint-Laurent (Liège)
 (décembre 2012).
Si vous disposez d'ouvrages ou d'articles de référence ou si vous connaissez des sites web de qualité traitant du thème abordé ici, merci de compléter l'article en donnant les références utiles à sa vérifiabilité et en les liant à la section « Notes et références ».
Pour les articles homonymes, voir Saint-Laurent.
Saint-Laurent est un quartier administratif de la ville de Liège situé sur le Publémont, l'une des collines à l'ouest du centre-ville. Venant du centre de Liège, il commence au-delà de la basilique Saint-Martin.

## Origines
C'est à l'évêque Éracle, à la fin du Xe siècle, que le quartier doit sa référence à saint Laurent. C'est lui en effet qui ordonne la construction à cet endroit d'une église dédiée à ce martyr.
Éracle est un évêque nommé par l'empereur germanique Otton Ier, et le fait qu'il choisisse le patronyme « Saint-Laurent » est significatif. Il fait ainsi allusion à la victoire de son protecteur sur les Hongrois le 10 août 955 (Saint Laurent est fêté le 10 août). Une petite flatterie à l’égard du souverain à qui il doit sa carrière.
Selon la tradition locale, l'église en question aurait été commencée en 968, mais il est certain que l'édifice n'a pas été terminé de son vivant.
Des textes en refont mention au début du XIe siècle. C'est le prince-évêque Réginard (1025-1037), semble-t-il, qui ordonne son achèvement en lui adjoignant les bâtiments nécessaires à l'installation d'une communauté monastique.

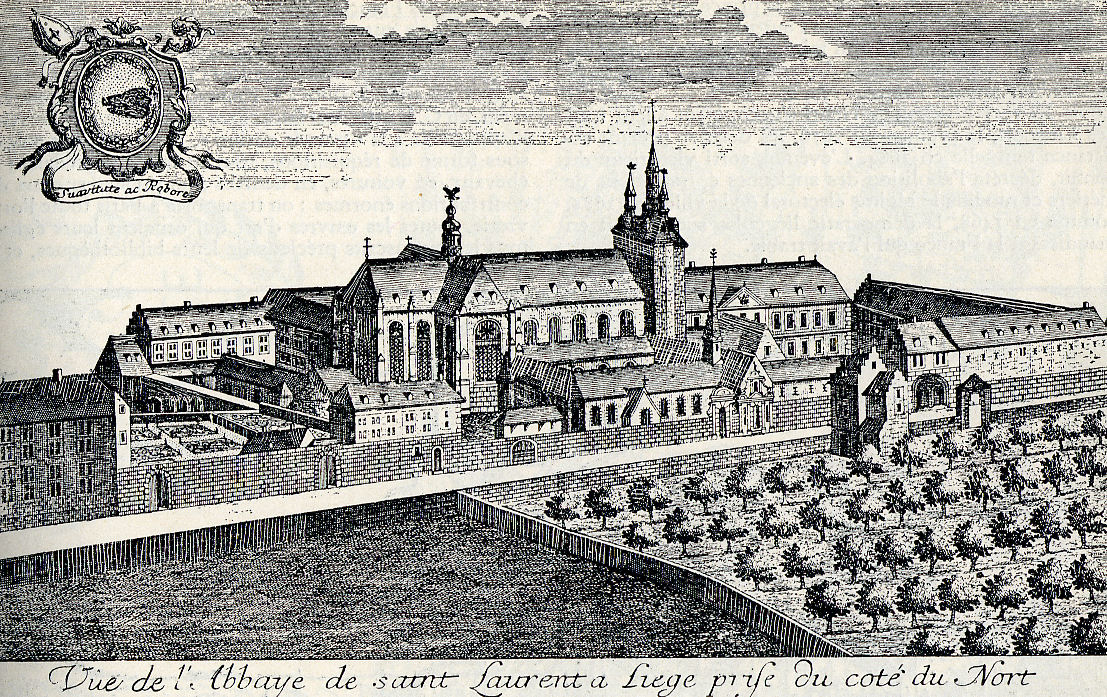
L'abbaye de Saint-Laurent à la fin du XVIIIe siècle (gravure de Saumery)

## Abbaye de Saint-Laurent
Une trentaine de moines bénédictins arrivent en 1026 de Saint-Vanne de Verdun. La consécration officielle du nouveau monastère se déroule en novembre 1034.
Une abbaye, au Moyen Âge, joue un rôle intellectuel et artistique très important. Les moines sont des maîtres réputés qui enseignent la philosophie et la théologie. Ils relatent des vies de saints, rédigent la chronique de leur région, transcrivent patiemment les connaissances de leur époque. Ils s’adonnent à la musique, à la poésie, pratiquent l’orfèvrerie, la peinture, la sculpture…
L'abbaye de Saint-Laurent va marquer l’histoire liégeoise pendant près de huit siècles, jusqu’à ce que la révolution liégeoise, à la fin du XVIIIe siècle, mette un terme à sa carrière religieuse et la transforme en hôpital militaire.

## Rues du quartier
- Rue Basse-Sauvenière
- Rue des Bégards
- Rue des Fossés
- Rue Haute-Sauvenière
- Rue Hullos
- Mont Saint-Martin
- Rue de la Montagne
- Rue Publémont
- Rue Saint-Hubert
- Rue Saint-Laurent
- Rue Saint-Séverin
- Rue Sainte-Croix
- Rue Sainte-Marguerite
- Thier de la Fontaine
- Rue des Tisserands